# زهرة الدم الكليلة
زهرة الدم الكليلة (الاسم العلمي: Haemanthus tristis) هي نوع من النباتات تتبع جنس زهرة الدم من فصيلة النرجسية. تم وصف هذا النوع من النبات علمياً لأول مرة من قبل ديردريه آن سنيمان سنة 1984.